# Verband der Jüdischen Gemeinden in der DDR
Der Verband der Jüdischen Gemeinden in der DDR bestand in der DDR vom 9. Juli 1952 als zugelassene Körperschaft öffentlichen Rechtes bis zum 12. September 1990, als die Mitglieder dem Zentralrat der Juden in Deutschland über neu gegründete Landesverbände beitraten. Die Aufgabe war die Interessenvertretung der noch bestehenden acht Jüdischen Gemeinden in der DDR gegenüber Staat und Partei. Der Sitz war der Wohnort des Präsidenten/Vorsitzenden.

## Geschichte
Bis 1952 hatten sich in Berlin, Dresden, Erfurt, Halle (Saale), Chemnitz, Leipzig, Magdeburg und Schwerin aus religiös orientierten Juden jüdische Gemeinden wiedergegründet, die zunächst gesamtdeutsche Vertretungen suchten. Die Mitglieder waren als Opfer des Faschismus anerkannt ebenso wie die Juden (der Herkunft nach) ohne religiöse Bindungen, von denen es unter den deutschen Sozialisten viele gab, die teilweise gezielt in die DDR umzogen.
Die DDR lehnte eine besondere Entschädigung von Juden ab. Etwa ab 1952 bis zum Tod Stalins 1953 gab es eine antisemitische Verfolgungswelle gegen die „zionistische Bewegung“, in deren Folge fünf der acht Gemeindevorsitzenden in den Westen flohen, ebenso der erste Präsident Julius Meyer. Die Jüdische Gemeinde Berlin spaltete sich auf.
Die verbleibenden Gemeindemitglieder blieben gering an Zahl. Nur wenige Synagogen standen zur Verfügung, einen Landesrabbiner gab es seit 1969 nicht mehr. Die Bewahrung der jüdischen Friedhöfe war dem Verband wichtig, der die nicht wenigen Schändungen registrierte. Zur antizionistischen Israelpolitik der DDR gab es 1967 einen Konflikt um den Schweriner Vorsitzenden Alfred Scheidemann, der sich nicht an die vom Verband gepflegte Neutralität gehalten hatte, sondern gegen Israel Partei nahm.

## Vorsitzende
- 1952–1953: Julius Meyer
- 1953–1962: Hermann Baden
- 1962–1987: Helmut Aris
- 1988–1990: Siegmund Rotstein

Die Vorsitzenden gehörten mit Ausnahme Rotsteins der SED an.